# Ogliastro
Ogliastro (in corso Ogliastru) è un comune francese di 104 abitanti situato nel dipartimento dell'Alta Corsica nella regione della Corsica.
Oltre al capoluogo il comune comprende il centro abitato di Albu, sul mare, e quelli di Cocollu Supranu, Cocollu Suttanu e Stazzona, rimasti disabitati per secoli e ripopolatisi nel XX secolo a seguito dell'attività di estrazione e trasformazione dell'amianto nella vicina Canari.

## Società

### Evoluzione demografica
Abitanti censiti